# اورور اوتيل
اورور اوتيل (بالفرنسية: Aurore Auteuil)‏ هي ممثلة فرنسية، ولدت في 28 مارس 1981 بنويي-سور-سين في فرنسا.

## أعمال

### أفلام
- (2003) ناتالي...[4]
- (2004) غاضب الأخوات

## وصلات خارجية
- اورور اوتيل على موقع IMDb (الإنجليزية)
- اورور اوتيل على موقع ألو سيني (الفرنسية)
- اورور اوتيل على موقع أول موفي (الإنجليزية)
- اورور اوتيل على موقع قاعدة بيانات الأفلام السويدية (السويدية)
- اورور اوتيل على موقع قاعدة بيانات الفيلم (الإنجليزية)
- اورور اوتيل على موقع كينوبويسك (الروسية)